# Malohé
Malohé est un village du Cameroun, rattaché à la commune de Nyanon, situé dans le département de la Sanaga-Maritime et la région du Littoral, situé à 10 km de Nkongkwalla. 

## Population et développement
En 1967, la population de Malohé était de 80 habitants, essentiellement des Bassa. La population de Malohé était de 217 habitants dont 112 hommes et 105 femmes, lors du recensement de 2005.  